# تپه گازه ۲
تپه گازه  مربوط به هزاره اول قبل از میلاد است و در شهرستان خرم‌آباد، بخش پاپی، دهستان سپید دشت، ۵۰۰ متری روستای گازه واقع شده و این اثر در تاریخ ۸ بهمن ۱۳۸۵ با شمارهٔ ثبت ۱۷۰۲۶ به‌عنوان یکی از آثار ملی ایران به ثبت رسیده است.